# Ripalimosani
Ripalimosani är en ort och kommun i provinsen Campobasso i regionen Molise i Italien. Kommunen hade 3 084 invånare (2018).